# Tangqiao
Tangqiao (塘桥; Pinyin: Tángqiáo) is een station van de metro van Shanghai in het district Pudong. Het station wordt bediend door lijn 4. 
Het ondergronds station ligt aan Pujian Road in het uiterste westen van Pudong. Het station is van op straatniveau bereikbaar via vier verschillende ingangen. Een van de twee westelijke ingangen ligt vlak bij de Shanghai Sheraton, de oostelijke ingang bij een winkelcentrum. Het station heeft een eilandperron tussen de twee sporen van de lijn.
Het metrostation van Tangqiao werd op 29 december 2007 ingehuldigd. Het is een van de stations die twee jaar later dan het eerste deel van lijn 4 volgden, en dan pas mee de lus sloten. De latere opening is het gevolg van een ernstig werfongeluk bij Dongjiadu Road op 1 juli 2003 ingevolge een breuk in de bekisting van de tunnel en waterinsijpeling uit een aquifer bij de bedding van de Huangpu Jiang tijdens de werken.
← Yishan Road · Shanghai Indoor Stadium · Shanghai Stadium · Dong'an Road · Damuqiao Road · Luban Road · South Xizang Road · Nanpu Bridge · Tangqiao · Lancun Road · Pudian Road · Century Avenue · Pudong Avenue · Yangshupu Road · Dalian Road · Linping Road · Hailun Road · Baoshan Road · Station Shanghai · Zhongtan Road · Zhenping Road · Caoyang Road · Jinshajiang Road · Zhongshan Park · West Yan'an Road · Hongqiao Road → 

Lijnen van de metro van Shanghai: 1 · 2 · 3 · 4 · 5 · 6 · 7 · 8 · 9 · 10 · 11 · 12 · 13 · 14 · 15 · 16 · 17 · 18 · Pujiang Line